# Krzewie Małe
Krzewie Małe – wieś w Polsce położona w województwie dolnośląskim, w powiecie lubańskim, w gminie Olszyna. Krzewie Małe to niewielka wieś leżąca na Pogórzu Izerskim, w zachodniej części Wzniesień Radoniowskich, na wysokości około 285–305 m n.p.m.
W latach 1975–1998 miejscowość administracyjnie należała do województwa jeleniogórskiego.